# Ronald Falkoski
Ronald Cardoso Falkoski (ur. 11 lutego 2003 w Porto Alegre) – brazylijski piłkarz polskiego pochodzenia  grający na pozycji defensywnego pomocnika w klubie Grêmio.

## Sukcesy

### Brazylia U-20
- Mistrzostwa Ameryki Południowej U-20: 2023[4]